# Katharina von Henneberg-Schleusingen
Katharina von Henneberg-Schleusingen, genannt die Heldenmütige, (* 14. Januar 1509; † 7. November 1567 in Rudolstadt) war eine Gräfin von Schwarzburg.

## Leben
Katharina war eine Tochter des Grafen Wilhelm IV. von Henneberg-Schleusingen und seiner Gattin Anastasia von Brandenburg. Sie vermählte sich 1524 mit dem Grafen Heinrich XXXII. von Schwarzburg, der die Reformation in seiner Grafschaft einführte. Aus der Ehe gingen sechs Kinder hervor. Katharina war gerade mit ihrer Tochter Anna Katharina schwanger, als ihr Gatte am 12. Juli 1538 starb. Nach seinem Tod blieb sie in Rudolstadt, das sie zusammen mit dem Amt Blankenburg als Wittum erhielt.
Die sehr religiöse Katharina war eine eifrige Anhängerin Luthers und setzte deshalb die von ihrem verstorbenen Gemahl begonnene Einführung der Reformation in der Oberherrschaft Schwarzburg konsequent fort. Sie verbesserte den Schulunterricht, setzte evangelische Lehrer und Prediger ein und gewährte manchem damals aufgrund seines Glaubens verfolgten lutherischen Geistlichen ihren Schutz. So hielt sie z. B. 1548 den bekannten Pfarrer von Saalfeld, Caspar Aquila, der das Augsburger Interim abgelehnt hatte und deshalb mit der Reichsacht belegt worden war, im Rudolstädter Schloss einige Monate vor seinen Verfolgern verborgen.
In ihren Handlungen war Katharina schnell entschlossen und hatte einen energischen und furchtlosen Charakter. Dies ließ sie u. a. die Bauern des nahe gelegenen Dorfes Mörla fühlen, welche jene Röhren zerstört hatten, die das Schloss Rudolstadt mit Wasser versorgten. Insbesondere aber bewies sie ihre Unerschrockenheit gegenüber dem gefürchteten Herzog von Alba. Dieser befehligte, als Kaiser Karl V. nach der Schlacht bei Mühlberg mit seiner Armee durch Thüringen zog, eine aus Spaniern bestehende Heeresabteilung, mit der er sich Katharinas Witwensitz Rudolstadt näherte. Die Gräfin hatte vom Kaiser einen Schutzbrief erwirkt, dass ihre Untertanen von den durchziehenden spanischen Truppen nichts zu erleiden haben sollten, wofür sie die Verproviantierung der kaiserlichen Soldaten versprach. Am 26. Juni 1547 lud sich der Herzog von Alba, der vom Herzog Heinrich von Braunschweig und dessen Söhnen begleitet wurde, bei der Gräfin zum Frühstück ein. Während dieses Besuchs erfuhr Katharina durch einen Eilboten, dass die spanischen Truppen den kaiserlichen Schutzbrief nicht achteten, sondern Dörfer plünderten und Vieh wegtrieben. Sie forderte von Alba einen schriftlichen Befehl an seine Soldaten, dass diese ihren Untertanen das geraubte Vieh und Geld wiedergeben sollten. Als er dazu nicht bereit schien, ließ sie ihn von ihrer bewaffneten Dienerschaft umringen und drohte, „Fürstenblut für Ochsenblut“ fließen zu lassen, wenn er ihrem Wunsch nicht nachkäme. Alba musste nachgeben, der Gräfin den verlangten Befehl einhändigen und versprechen, sich wegen des Vorfalls nicht zu rächen. Aufgrund dieses Ereignisses erhielt Katharina später den Beinamen „die Heldenmütige“.
Der Theologe und Historiker Cyriacus Spangenberg bekam diese Begebenheit am 24. Mai 1552 von Katharina selbst geschildert und nahm sie in den 1591 herausgegebenen Adelsspiegel auf. Als Friedrich Schiller im Sommer 1788 in Rudolstadt weilte, stieß er auf Spangenbergs Bericht und veröffentlichte ihn noch 1788 unter dem Titel Herzog von Alba bei einem Frühstück auf dem Schlosse zu Rudolstadt.
Katharina zeigte sich noch wenige Monate vor ihrem Tod als strenge Lutheranerin, als von Rudolstädter und Blankenburger Geistlichen der sogenannte Wucherstreit erregt wurde, in dem auf ihre Veranlassung viele Gutachten von Universitäten sowie Theologen und Juristen eingeholt wurden. Dieser Streit wurde durch das energische Auftreten des Grafen Günther XLI. des „Streitbaren“ von Schwarzburg und des Grafen Georg Ernst von Henneberg-Schleusingen, eines Bruders Katharinas, beigelegt. Katharina starb am 7. November 1567 im Alter von 58 Jahren in Rudolstadt und wurde in der dortigen Stadtkirche beigesetzt.